# 卡爾·馮·奧沃斯
卡爾·弗雷德里希·馮·奧沃斯（Karl Friedrich von Auwers，1863年9月16日—1939年5月3日）是一位德國化學家，曾經是知名諾貝爾化學獎得主卡爾·齊格勒與格奧爾格·維蒂希在馬爾堡大學的學術顧問。

## 生平
卡爾·弗雷德里希·馮·奧沃斯是知名天文學家阿杜爾·奧沃斯的兒子，1863年9月16日生於德國哥達。他原先在海德堡大學學習，之後又赴柏林大學師從奧古斯特·威廉·馮·霍夫曼，並於1885年取得博士學位。在與霍夫曼又相處了一年後，奧沃斯加入了維克托·梅耶在哥廷根大學的研究小組，後來又回到海德堡大學，並一直待那裏，直到1900年他成為格賴夫斯瓦爾德大學的教授後才離開海德堡大學。他在格賴夫斯瓦爾德大學時設立了新的化學系，並任主任。1913年，奧沃斯離開格賴夫斯瓦爾德大學，到馬爾堡大學當化學系系主任，並於1928年退休。1939年5月3日，卡爾·馮·奧沃斯死於馬爾堡。